# 上田岳弘
上田 岳弘（うえだ たかひろ、1979年2月26日 - ）は日本の小説家。

## 来歴
兵庫県明石市出身。兵庫県立明石西高等学校を経て、早稲田大学法学部卒業。大学卒業後、法人向けソリューションメーカーの立ち上げに参加し、その後役員となる。
2013年、「太陽」で第45回新潮新人賞を受賞しデビュー。
2015年、第28回三島由紀夫賞において「私の恋人」が又吉直樹『火花』を一票差で破って受賞する。
朝日新聞紙上での松浦寿輝と鴻巣友季子との対談「ノーベル賞を語り合う」において、両氏が上田の名前を挙げ、中でも松浦は「卑近な現実から離陸して、観念の高みまで想像力を飛ばそうという意気込みが感じられ」るとし、その作風を評し「新超越派と名付けた」ことを明かした。
2016年、国際文芸誌〈Granta〉日本語版にて「Best of Young Japanese Novelists 2016」に選出される。
2017年、小説「キュー」を、雑誌「新潮」とYahoo! JAPANスマートフォン向けサイトで同時連載開始。
2018年、「塔と重力」を原作とするオフィス3〇〇の舞台『肉の海』が上演される。
2019年、「ニムロッド」で第160回芥川賞を受賞。
2023年6月、日本SF作家クラブ会員となる。

## 人物
- 人生で影響を受けた本として、村上春樹『風の歌を聴け』、ガブリエル・ガルシア＝マルケス『百年の孤独』、カート・ヴォネガット『タイタンの妖女』を挙げている[13]。
- 同じように経営者と作家の二足のわらじを履く加藤秀行、小佐野彈とは交友がある。

## 受賞・候補歴
- 2013年、「太陽」で第45回新潮新人賞受賞。
- 2014年、「太陽」で第27回三島由紀夫賞候補。
- 2015年、「惑星」で第152回芥川龍之介賞候補。「私の恋人」で第28回三島由紀夫賞受賞[14]。
- 2016年、「異郷の友人」で第154回芥川龍之介賞候補。『GRANTA』誌のGranta Best of Young Japanese Novelists 2016に選出[7][8]。『異郷の友人』で第38回野間文芸新人賞候補。
- 2017年、『塔と重力』で第39回野間文芸新人賞候補。
- 2018年、『塔と重力』で第68回芸術選奨文部科学大臣新人賞（平成29年度）受賞[15]
- 2019年、「ニムロッド」で第160回芥川龍之介賞受賞。
- 2022年、「旅のない」で第46回川端康成文学賞受賞。
- 2023年、『最愛の』で第40回織田作之助賞候補。
- 2024年、『最愛の』で第30回島清恋愛文学賞受賞。

## 作品リスト

### 単行本
- 『太陽・惑星』（新潮社、2014年11月 / 新潮文庫、2022年2月）
  - 太陽 - 『新潮』2013年11月号
  - 惑星 - 『新潮』2014年8月号
- 『私の恋人』（新潮社、2015年6月 / 新潮文庫、2018年1月）
  - 初出:『新潮』2015年4月号
- 『異郷の友人』（新潮社、2016年1月）
  - 初出:『新潮』2015年12月号
- 『塔と重力』（新潮社、2017年7月）
  - 塔と重力 - 『新潮』2017年1月号
  - 重力のない世界 - 『GRANTA JAPAN with 早稲田文学03』[8]
  - 双塔 - 『新潮』2016年1月号
- 『ニムロッド』（講談社、2019年1月 / 講談社文庫、2021年2月）
  - 初出:『群像』2018年12月号
- 『キュー』（新潮社、2019年5月） 
  - 初出:『新潮』2017年10月号 - 2018年6月号 / Yahoo! JAPAN 2017年9月7日 - 2018年5月31日[9][10]
- 『旅のない』（講談社、2021年9月 / 講談社文庫、2024年4月）
  - 悪口 - 『群像』2020年8月号
  - つくつく法師 - 『群像』2020年11月号
  - ボーイズ - 『群像』2021年2月号
  - 旅のない - 『群像』2021年5月号
- 『引力の欠落』（KADOKAWA、2022年3月）
  - 初出:『小説 野性時代』2022年2月号 - 3月号
- 『最愛の』（集英社、2023年9月）
  - 初出:『すばる』2021年2月号 - 2023年4月号
- 『K+ICO』（文藝春秋、2024年2月）
  - K - 『文學界』2021年1月号
  - ICO - 『文學界』2022年7月号
  - K+k - 『文學界』2022年12月号
  - K+ICO - 『文學界』2023年4月号
- 『多頭獣の話』（講談社、2024年8月）
  - 初出:『群像』2022年10月号 - 2024年2月号
- 『関係のないこと』（新潮社、2025年6月）
  - 片翅の蝶 - 『新潮』2021年9月号
  - 下品な男 - 『新潮』2020年12月号
  - 関係のないこと - 『新潮』2024年7月号
  - 扉 - 『新潮』2025年1月号
  - おそらくは、たぶん - 書き下ろし

### アンソロジー収録
- 「重力のない世界」 - 『文学2017』（講談社、2017年4月）
  - 初出:『GRANTA JAPAN with 早稲田文学03』
- 「修羅と」 - 『kaze no tanbun 特別ではない一日』（柏書房、2019年10月）
- 「最初の恋」 - 『中国・SF・革命』（河出書房新社、2020年8月）
  - 初出:『文藝』2020年春季号
- 「下品な男」 - 『文学2021』（講談社、2021年5月）
  - 初出:『新潮』2020年12月号
- 『パンデミック日記』（新潮社、2021年6月）
  - 初出:『新潮』2021年3月号「創る人52人の「2020コロナ禍」日記リレー」
- 「メタ・メタバース」 - 『ベスト・エッセイ2023』（光村図書出版、2023年6月）
  - 初出:『日本経済新聞』2022年11月27日

### 単行本未収録作品

#### 小説
- 「睡余——『草枕』に寄せて」 - 『文藝別冊 夏目漱石:百年後に逢いましょう』（2016年6月）
- 「かつての魔王」 - 『ランバーロール』0号（2017年2月）
- 「愛してるって言ったじゃん？」 - 『すばる』2018年1月号
- 「最後の恋」 - 『群像』2020年1月号
- 「アマビエ」 - 『文學界』2021年2月号
- 「Robots」 - 『群像』2021年10月号
- 「Automata」 - 『群像』2021年11月号
- 「Clowns」 - 『群像』2021年12月号
- 「声」 - 『文學界』2022年9月号
- 「You don’t know what love is.」 - 『文學界』2022年11月号
- 「浮動」 - 『毎日新聞』朝刊2024年5月14日から連載中
- 「トキシック・フライデー」 - 『すばる』2024年10月号
- 「生的同意」 - 『すばる』2025年3月号
- 「マンサ・ムーサ」 - 『すばる』2025年6月号
- 「昨日だった気がする」 - 『BRUTUS』2025年8月15日号
- 「ノー・ファンタジー」 - 『すばる』2025年9月号

#### 戯曲
- 「2020」 - 『新潮』2022年8月号

#### エッセイ・書評・その他
- 「領土拡張の要請」（ミシェル・ウエルベック『地図と領土』書評） - 『新潮』2014年2月号
- 「泡」 - 『すばる』2014年2月号
- 「時として、実感は」 - 『文學界』2014年5月号
- 「G・ガルシア=マルケス追悼文:惑星の孤独」 - 『早稲田文学8』
- 「花は咲いたのか？」 - 『群像』2014年10月号
- 「バックボーン」 - 『新潮』2015年7月号
- 「温泉、ミッチー、安易な癒し」 - 『すばる』2016年7月号
- 「「僕」も「私」もやれやれできない 村上春樹『騎士団長殺し』を読む」 - 『新潮』2017年5月号
- 「東アジア文学フォーラム報告 それぞれに、何かに」 - 『文学界』2019年1月号
- 「受賞後のあれこれ 第160回芥川賞 ニムロッド」[16] - 『本』2019年4月号
- 「この世は実にくだらなく、生きる価値などみじんもない」（ミシェル・ウエルベック『セロトニン』書評） - 『文學界』2019年11月号
- 「人称をめぐる冒険殺し」 - 『文學界』2019年12月号
- 「逆張りする私の履歴書」 - 『文藝春秋』2020年6月号
- 「批評家であるために」（東浩紀『ゲンロン戦記』書評） - 『新潮』2021年3月号
- 「ブリーディング・エッジな言語運用 トマス・ピンチョン『ブリーディング・エッジ』を読む」 - 『新潮』2021年6月号
- 「「時間」はきっとこの小説のような形をしている」（滝口悠生『長い一日』書評）[17] - 『文藝』2021年秋季号
- 「どかーん」 - 『文學界』2022年1月号
- 「書く人へ」 - 『文學界』2022年8月号
- 「村上春樹『街とその不確かな壁』を読む 継承とリライト」 - 『文學界』2023年6月号
- 「テロと戦時下の2022-2023日記リレー」 - 『新潮』2023年9月号
- 「十年一昔、十年一日」 - 『文藝春秋』2023年11月号
- 「Kについて」 - 『現代思想』2024年1月臨時増刊号
- 「身体を記す 報酬系との戯れ」 - 『文學界』2024年7月号
- 「固有の因果」 - 『新潮』2024年8月号
- 「本の名刺 多頭獣の話」[18] - 『群像』2024年9月号
- 「現代人のよろめき」（平野啓一郎『富士山』書評） - 『新潮』2024年12月号
- 「三島由紀夫の文 『金閣寺』」 - 『新潮』2025年2月号
- 「鳴き声と情報」（朝比奈秋『受け手のいない祈り』書評） - 『文藝』2025年夏季号

## メディアミックス
舞台
- 『肉の海』（原作「塔と重力」）（2018年6月に本多劇場にて上演、脚本・演出:渡辺えり、出演:尾美としのり、屋比久知奈、ほか）
- 『私の恋人』（2019年8月 - 9月に本多劇場他にて上演、脚本・演出:渡辺えり、出演:小日向文世、のん、渡辺えり、ほか）
- 『2020』（2022年7月 - 8月にPARCO劇場他にて上演、脚本:上田岳弘、演出:白井晃、出演:高橋一生、ダンサー:橋本ロマンス）